# Chaetogenyini
Chaetogenyini es una tribu de coleópteros adéfagos de la familia Carabidae. 

## Géneros
Tiene los siguientes géneros:
- Camptotoma
- Chaetogenys